# Elciego
Elciego en espagnol ou Eltziego en basque est une commune d'Alava située dans la communauté autonome du Pays basque en Espagne.

## Présentation

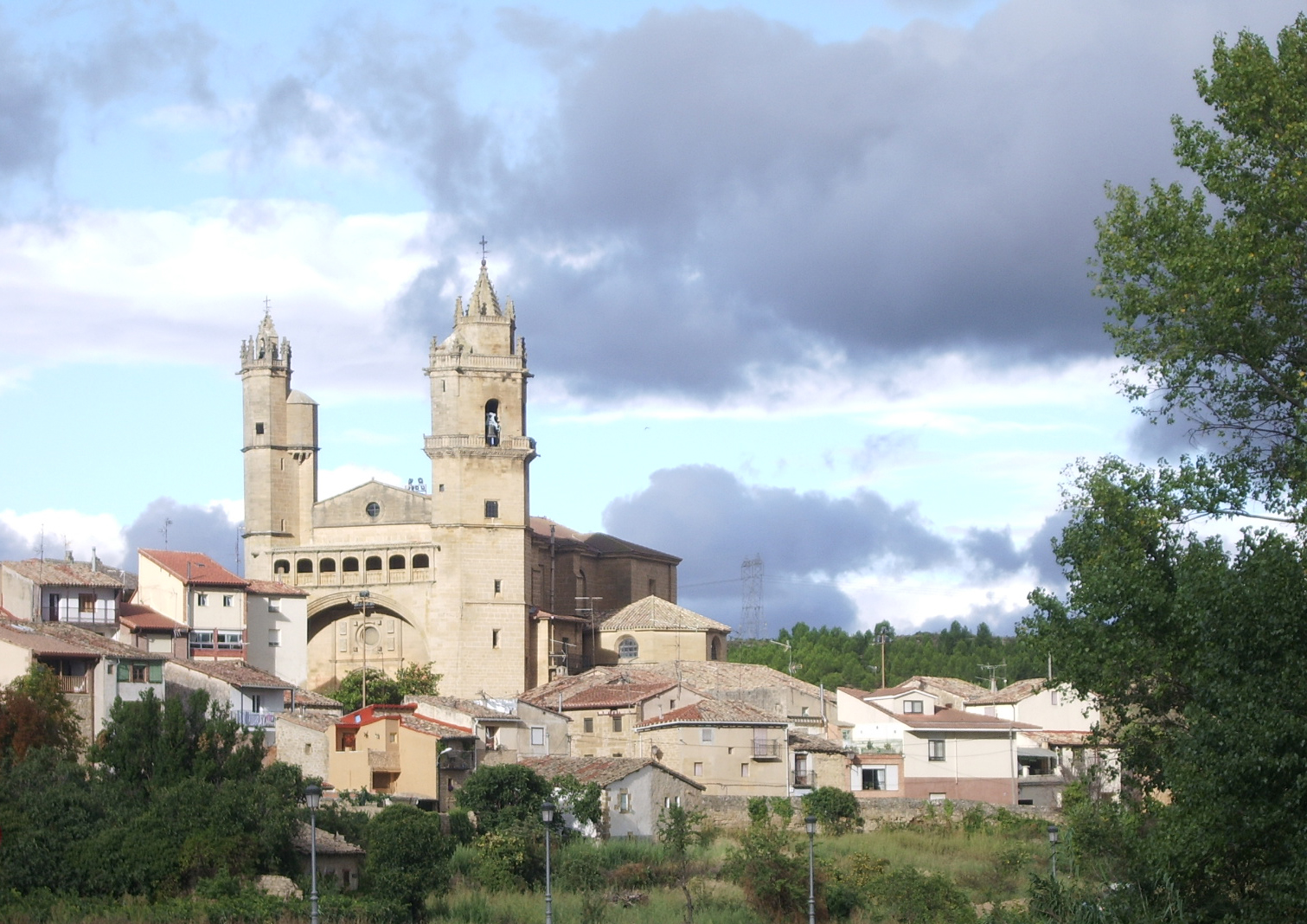
Elciego

## Le vin

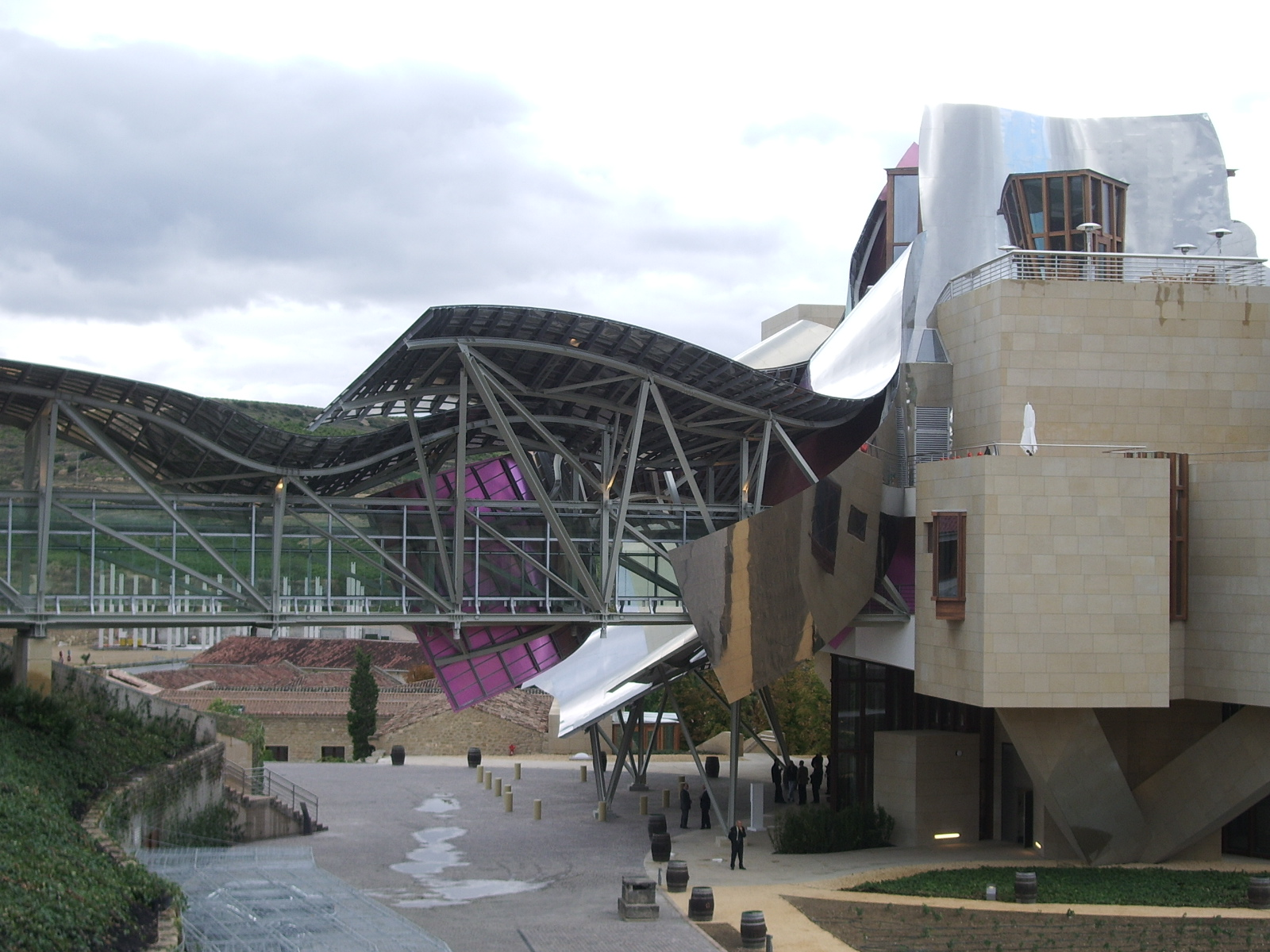
Cave et hôtel Marques de Riscal. Création de l'architecte Frank Gehry.

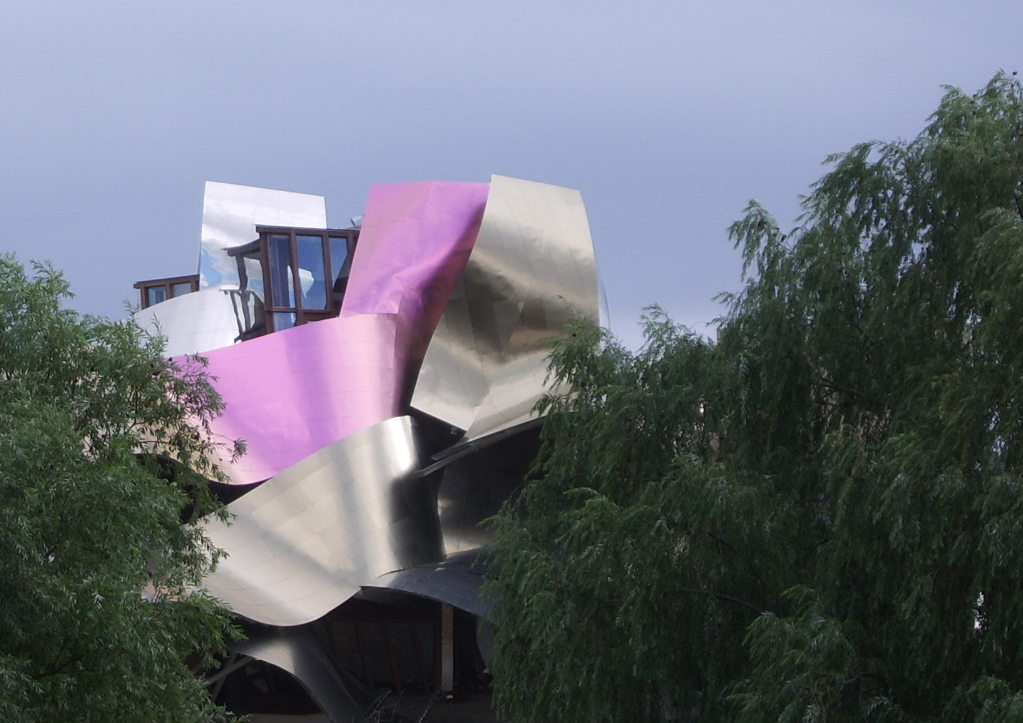
Une autre vue de la cave et hôtel Marques de Riscal

Elciego système socio-économique tourne autour du monde du vin, soit en viticulture, en développement ou émergents du tourisme est né liées au vin. Dans Elciego producteurs, producteurs de petits vignobles, caves de la famille vivre avec dévouement tôt pour nourrir, moyennes et grandes caves.
D'une grande importance touristique et économique pour la ville, en ce qui concerne la culture du vin, est la construction dans la ville de singulier Hôtel Marqués de Riscal, annexé aux caves du même nom, conçus par l'architecte canadien Frank Gehry.